# DJ Lucca
DJ Lucca, vlastním jménem Lucie Dvořáková, roz. Kvasnicová, (* 31. května 1978 Brno) je DJ z Moravy, která se specializuje na taneční hudbu, a to zejména na techno i minimal. S mixováním hudby začala v roce 1999 v Boby centru v Brně. Dle svého popisu profesionálně začala v roce 2002. Vystupuje na českých i zahraničních festivalech a v klubech po celém světě. Podle hudebního časopisu XMAG byla nejoblíbenější DJ ČR v roce 2003. Mezi lety 2007 až 2014 vystupovala pod svojí značkou Sound of Acapulco. Občasně vystupovala na technoparties spolu s kytaristou Michalem Pavlíčkem. Pětkrát v řadě se stala nejoblíbenějším DJ tuzemska.

## Rodinný život
Na konci roku 2012 se po několikaletém vztahu vdala za hudebníka Michala Dvořáka, se kterým má dva syny. Její sestrou je Leona „Qaša“ Kvasnicová, choreografka a tanečnice.

## Diskografie
- Reformation (2008)[8]
- Thrilla in Manila E.P. (392 TEKKnik eXPrimental REC, říjen 2006)
- Iguazu (392 TEKKnik eXPrimental REC, duben 2006)
- Kenguru (Funktion, duben 2005, s Chrisem Cowiem)
- Mirage Remixes (F1, září 2005, s Chrisem Cowiem)
- Towers (Acapulco, červen 2005)
- Octanum (LTD, duben 2005, s Chrisem Cowiem)
- Freedom (Acapulco, říjen 2004)
- Fast Life (Definition, únor 2004)
- Mirage 02 (Exwired, květen 2003)
- Mirage 01 (Aquatrax, duben 2003)

### CD kompilace
- Live at Hradhouse DVD + CD (Acapulco, 2005)
- Hradhouse Warm Up (pro časopis XMAG, červen 2005)
- United DJs vol. 3 (Matrix Muzik Slovenia, květen 2005, s Joelem Mullem)
- May Nights (pro časopis XMAG, červen 2004)
- The Sound of Hradhouse (pro časopis XMAG, srpen 2003)
- Supersonic Garage (pro časopis Rave, říjen 2002)
- Oficiální CD Hradhouse 5th Anniversary mixed by DJ Lucca (pro časopis Bassline, červenec 2002)